# Contessa Entellina (vino)
La Contessa Entellina è una Denominazione di Origine Controllata (DOC) riservata ai seguenti vini prodotti nella Provincia di Palermo:
- Contessa Entellina bianco
- Contessa Entellina Ansonica
- Contessa Entellina Ansonica vendemmia tardiva
- Contessa Entellina Chardonnay
- Contessa Entellina Catarratto
- Contessa Entellina Fiano
- Contessa Entellina Grecanico
- Contessa Entellina Sauvignon
- Contessa Entellina Viognier
- Contessa Entellina rosato
- Contessa Entellina rosso
- Contessa Entellina rosso riserva
- Contessa Entellina Cabernet Sauvignon
- Contessa Entellina Cabernet Sauvignon riserva
- Contessa Entellina Merlot
- Contessa Entellina Merlot riserva
- Contessa Entellina Pinot nero
- Contessa Entellina Pinot Nero riserva
- Contessa Entellina Nero d'Avola
- Contessa Entellina Syrah

Le uve destinate alla produzione di tali vini devono provenire da vigneti coltivati all'interno dei confini territoriali del comune di Contessa Entellina nella città metropolitana di Palermo in condizioni ambientali e di coltura tradizionali della zona.
Le forme di allevamento devono essere a spalliera semplice e/o alberello, escludendo la forma di allevamento a tendone.
È vietata qualsiasi forzatura, ma è consentita l'irrigazione di soccorso.
I nuovi vigneti ed il reimpianto dei vecchi devono essere in coltura specializzata.
La vinificazione deve essere effettuata nel comune di Contessa Entellina o nei comuni limitrofi, mentre è consentito l'imbottigliamento nei comuni delle province di Palermo, Agrigento e Trapani.
La menzione "riserva" può essere attribuita ai vini rossi della DOC qualora siano stati sottoposti a maturazione ed affinamento per almeno 24 mesi (a decorrere dal 1º novembre dell'anno di produzione delle uve) di cui almeno sei mesi in recipienti di legno.
La menzione “vendemmia tardiva” può essere attribuita a tutti i vini della DOC purché provengano da uve che abbiano subito un appassimento sulla pianta e che siano state vinificate in recipienti di legno e purché tali vini siano stati sottoposti ad un invecchiamento di diciotto mesi di cui almeno sei in fusti di legno della capacità massima di 500 litri.
Per tali vini è obbligatorio riportare in etichetta l'indicazione "secco", "amabile" o "dolce".